# Science Survivor
Science Survivor (Hacking the Wild) è un programma televisivo statunitense del 2017, condotto da Andrew "Andy" Quitmeyer.
La serie è stata trasmessa negli Stati Uniti su Discovery Science dal 15 febbraio al 22 marzo 2017. Un adattamento italiano è stato trasmesso su Discovery Science dal 30 giugno al 4 agosto 2017.

## Trama
Andy Quitmeyer si immerge nelle profondità di alcune delle parti più remote del mondo, armato solo di tecnologia e scienza quotidiana per sopravvivere nel deserto. Ognuno dei sei episodi della durata di un'ora segue Quitmeyer mentre rientra nella civiltà utilizzando le sue abilità di sopravvivenza all'aperto testate nel tempo e uno zaino di fili, laptop e macchinari per il tracciamento.

## Episodi
| nº | Titolo originale         | Titolo italiano              | Prima TV USA     | Prima TV Italia |
| -- | ------------------------ | ---------------------------- | ---------------- | --------------- |
| 1  | The Black Bayou          | Il Bayou nero                | 15 febbraio 2017 | 14 luglio 2017  |
| 2  | Curse of the Jungle      | La maledizione della Giungla | 22 febbraio 2017 | 30 giugno 2017  |
| 3  | Alaskan Ice Forest       | La foresta di ghiaccio       | 1º marzo 2017    | 21 luglio 2017  |
| 4  | Desert Island Castaway   | L'isola deserta              | 8 marzo 2017     | 7 luglio 2017   |
| 5  | Deadly Glacier           | Ghiacciaio mortale           | 15 marzo 2017    | 28 luglio 2017  |
| 6  | Escape from Death Valley | Fuga dalla Valle della Morte | 22 marzo 2017    | 4 agosto 2017   |